# 駱天閑
駱天閒（？—？），字履康，福建南平縣人，明朝政治人物、同進士出身。

## 生平
天啓元年（1621年）辛酉科福建鄉試舉人，天啓五年（1625年），登進士。天啟七年，接替饒京，擔任南直隶常州府宜興縣知縣，后由李獻廷接任知縣。此後調任嘉興縣知縣，左迁應天府教授，歷任禮部仪制司主事，罢归。